# Luke Johnson Phone Experiment
La Luke Johnson Phone Experiment (Expérience téléphonique Luke Jonhson) a été inventée par un habitant de l'Arizona de 27 ans aux cheveux blonds hirsutes et au teint pâle. Le 18 septembre 2006, Luke Johnson a mis en ligne sur YouTube une vidéo personnelle invitant le monde à l'appeler sur son téléphone mobile. Le but de l'expérience étant de voir combien de gens allaient appeler quelqu'un qu'ils n'avaient jamais rencontré.
Depuis l'origine de l'expérience, Luke a reçu des appels du monde entier. Le 6 février 2007, il a reçu 20 000 appels. Grâce à la popularité croissante de son expérience, Luke est passé à la télévision sur CNN, NPR, le Art Fennell show, ainsi que sur quelques chaines locales américaines. Il a aussi fait l'objet de nombreux articles de presse écrite, de citations à la radio et d'apparitions dans des magazines, américains et internationaux. Luke s'est même vu offrir un rôle dans une publicité par Cricket Communications, ainsi que d'autres opportunités. L'énorme volume d'appels reçus quotidiennement a failli pousser Luke à arrêter l'expérience plusieurs fois, mais il a trouvé un moyen de persévérer à chaque fois. Le 16 février 2007, il a reçu son 100000e appel. Au bout d'un an, il met fin à l'expérience, ayant reçu au total plus de 275 000 appels.